# IC 3469
IC 3469 је галаксија у сазвјежђу Береникина коса која се налази на листи објеката дубоког неба у Индекс каталогу.
Деклинација објекта је + 25° 48' 10" а ректасцензија 12h 32m 11,1s. Привидна величина (магнитуда) објекта IC 3469 износи 16,5 а фотографска магнитуда 17,5.